# کریستین لوپز
کریستین لوپز (انگلیسی: Cristian López؛ زادهٔ ۲۷ آوریل ۱۹۸۹) بازیکن فوتبال اهل اسپانیا است.
از باشگاه‌هایی که در آن بازی کرده‌است می‌توان به باشگاه فوتبال آنژه، باشگاه فوتبال لانس، باشگاه فوتبال سی‌اف‌آر کلوژ، باشگاه فوتبال رئال مادرید کاستیا، باشگاه فوتبال هادرزفیلد تاون، باشگاه فوتبال نورث‌همپتون تاون، و باشگاه فوتبال شروزبری تاون اشاره کرد.